# Партитивни скуп
У математици, за дати скуп S, партитивни скуп од S, што се записује као {\displaystyle {\mathcal {P}}(S)}, P(S), или 2, је скуп свих подскупова од S. У аксиоматској теорији скупова (на пример у Зермело-Френкел теорија скупова са аксиомом избора), постојање партитивног скупа било ког скупа је постулат аксиоме партитивног скупа. 
Сваки подскуп F од {\displaystyle {\mathcal {P}}(S)} се назива фамилијом скупова над S.
На пример, ако је S скуп {} тада је потпун списак подскупова од S следећи:
- { } (празан скуп)
- -{ {a}
- {b}
- {c}
- {a, b}
- {a, c}
- {b, c}
- {a, b, c} }-

и стога је партитивни скуп од S
{\displaystyle {\mathcal {P}}(S)=\left\{\{\},\{a\},\{b\},\{c\},\{a,b\},\{a,c\},\{b,c\},\{a,b,c\}\right\}\,\!}
Ако је S коначан скуп са  елемената, тада партитивни скуп од S садржи {\displaystyle |{\mathcal {P}}(S)|=2^{n}} елемената. (Елементи партитивног скупа {\displaystyle {\mathcal {P}}(S)} се могу - као што се у рачунарству некада чини - представити као n-битни бројеви; n-ти бит одређује присуство или одсуство n-тог елемента од S. Има тачно 2 таквих елемената.)
Канторов дијагонални поступак показује да партитивни скуп неког скупа (био он бесконачан или не), увек има строго већу кардиналност од самог скупа (неформално, партитивни скуп мора бити 'већи' од оригиналног скупа). Партитивни скуп природних бројева се на пример може ставити у бијекцију са скупом реалних бројева (види кардиналност континуума).
Партитивни скуп скупа S, заједно са операцијама уније, пресека и комплемента се може посматрати као прототипски пример Булове алгебре. У ствари, може се показати да је свака коначна Булова алгебра изоморфна Буловој алгебри партитивног скупа коначног скупа. За бесконачне Булове алгебре ово више не важи, али је свака бесконачна Булова алгебра подалгебра Булове алгебре партитивног скупа (мада ово није увек посебно практично за представљање бесконачне Булове алгебре).
Партитивни скуп скупа S гради Абелову групу када се посматра са операцијом симетричке разлике (са празним скупом као јединицом и сваким скупом као својим инверзом) и комутативну полугрупу када се посматра са операцијом пресека. Стога се може показати (доказивањем дистрибутивног закона) да партитивни скуп кад се посматра са обе ове операције гради комутативни прстен.